# Pak Kret

Stadtplan von Pak Kret

Pak Kret ist eine Stadt in Thailand und ein nördlicher Vorort der Hauptstadt Bangkok. Seit 2000 hat es den Verwaltungsstatus einer Großstadt (Thesaban Nakhon Pak Kret; เทศบาลนครปากเกร็ด). Mit 178.114 gemeldeten Einwohnern (Stand 2010) ist es die drittgrößte Stadt des Landes.
Verwaltungstechnisch zählen zu der Stadt die fünf östlich des Mae Nam Chao Phraya (Chao-Phraya-Fluss) gelegenen Tambon (Unterbezirke) des Amphoe (Bezirks) Pak Kret in der Provinz Nonthaburi. Siedlungsgeographisch geht Pak Kret jedoch ohne erkennbare Grenze in die benachbarte Metropole Bangkok (Bezirke Don Mueang und Lak Si) und die südlich angrenzende Stadt Nonthaburi über.

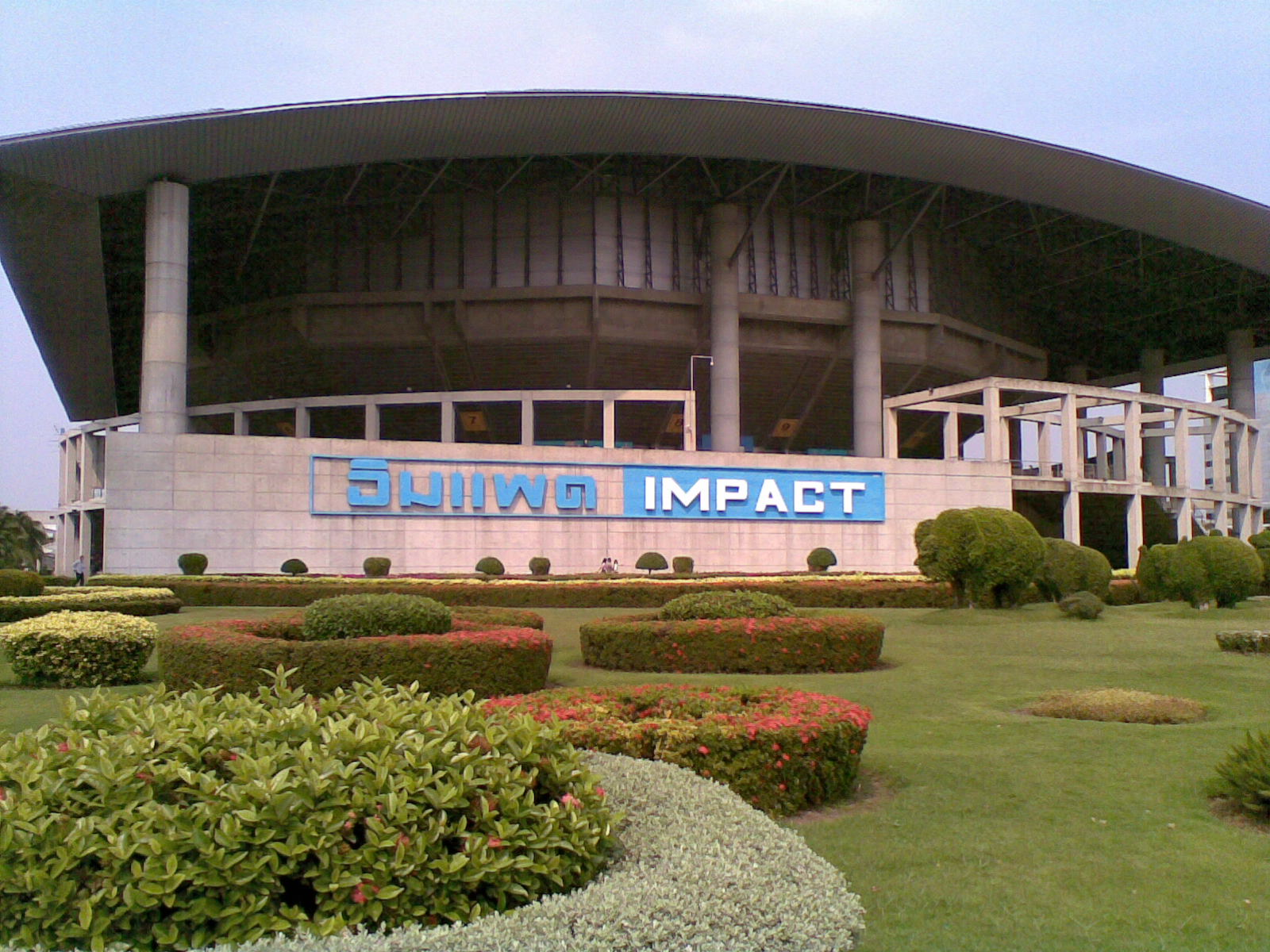
Impact Arena

Im Osten der Stadt liegt die 1989 angelegte Großwohnsiedlung Muang Thong Thani und das Ausstellungs- und Kongresszentrum Impact mit der Multifunktionshalle Impact Arena, die für Sportereignisse und Großkonzerte genutzt wird.

## Geschichte
Die Gegend der heutigen Stadt Pak Kret ist mindestens seit dem 18. Jahrhundert besiedelt. Etwa 1721/22 wurde an dieser Stelle der damals stark mäandernde Verlauf des Chao Phraya begradigt, wodurch die Insel Ko Kret entstand. Am Ufer und der Mündung des begradigten Abschnitts entstanden die Dörfer Ban Tret Noi und Ban Pak Tret Noi.
Nach altem Lokalverwaltungsrecht hatte Pak Kret ab 1955 den Status eines „Sanitärbezirks“ (Sukhaphiban). Im Rahmen der Industrialisierung und des rasanten Wachstums von Bangkok in den 1980er-Jahren verlegten Unternehmen und Institutionen aufgrund Platzmangels ihren Sitz außerhalb der Grenzen der Hauptstadt, so auch nach Pak Kret. Auch zogen massenhaft Menschen hierher, insbesondere nach Muang Thong Thani. 1992 wurde Pak Kret das Stadtrecht verliehen, 2000 wurde es zur Großstadt erhoben.

## Infrastruktur
Die Offene Universität Sukhothai Thammathirat, eine zulassungsfreie Fernuniversität, hat in Pak Kret ihren Hauptsitz, ebenso die International School Bangkok. Außerdem ist hier der Thai-Premier-League-Fußballverein Muangthong United beheimatet. 
Seit den 1990er-Jahren ist Pak Kret über den Sirat-Expressway (mautpflichtige Autobahn) mit den inneren Bezirken Bangkoks verbunden. Eine Querverbindung zu den nördlichen Bezirken Lak Si und Don Mueang (mit dem Flughafen Bangkok-Don Mueang) besteht über die Chaeng-Watthana-Straße. Die Anlegestelle Pak Kret (N 33) ist der nördliche Endpunkt der grünbeflaggten Linie der Expressboote auf dem Chao Phraya. Seit der Fertigstellung der rosa Linie des MRT (Monorail) im Jahr 2023 ist Pak Kret auch an den Schnellbahnverkehr des Großraums Bangkok angebunden.